# Dschisr asch-Schughur
Dschisr asch-Schughur (arabisch جسر الشغور, DMG Ǧisr aš-Šuġūr, französisch Jisr al-Choghour, englisch Jisr ash-Shughur) ist eine Stadt im Gouvernement Idlib im Nordwesten von Syrien.
Um 1970 hatte Dschisr asch-Schughur etwa 16.000 Einwohner. Für 2010 wurden 44.322 Einwohner berechnet.

## Lage
Die am Nahr al-Asi (Orontes) liegende Stadt ist ein altes regionales Handelszentrum an einer Kreuzung der Hauptstraße von Aleppo an die Mittelmeerküste nach Latakia, etwa 45 Straßenkilometer westlich von Idlib. Nach Süden führt eine Straße in der breiten Ghab-Ebene am steilen Osthang des Dschebel Aansariye entlang und weiter bis Hama. Eine Nebenstraße führt nach Norden über Darkusch und Salqin entlang der türkischen Grenze in das hauptsächlich von Kurden bewohnte, abgelegene Hügelland des nordsyrischen Kalksteinmassivs.
Von der zentralen Abfahrtsstelle für Minibusse führen enge Straßen nach oben in die Altstadt und in den geschäftigen, überdachten Souq. Dschisr asch-Schughur ist ein traditioneller, islamisch-konservativer Ort, der überwiegend von Sunniten bewohnt wird.

## Geschichte
Die Wurzeln der Stadt und der Ölbaumkultur reichen bis in römische Zeit zurück. Eine Brücke über den Orontes mit einem römischen Fundament ist noch erhalten. Aus osmanischer Zeit stammen eine Festung und ein Chan (Karawanserei), die beide von Großwesir Köprülü Mehmed Pascha (reg. 1656–1661) gestiftet wurden.
Einen zusätzlichen Aufschwung erhielt der Ort, als 1954 begonnen wurde, das malariaverseuchte Sumpfgebiet des Ghab im Süden und das kleinere Rudsch-Becken im Norden durch den Bau von Entwässerungskanälen trockenzulegen. Ab 1960 wurde die Ebene des Ghab für Neusiedler erschlossen; seit 1965 gibt es dort betonierte Bewässerungskanäle, mit denen die im Sommer angepflanzte Baumwolle und Gemüse bewässert wird. Eine 1967 fertiggestellte Zuckerfabrik und ein Rinderzuchtbetrieb sollten der Stadt zusätzliche wirtschaftliche Impulse geben.
Anfang 1980 bombardierte die syrische Luftwaffe die Stadt im Kampf gegen die Muslimbrüder. Diese verbotene Aufstandsbewegung wurde im Februar 1982 beim Massaker von Hama militärisch zerschlagen.
Im Zusammenhang mit den Protesten in Syrien, die im Januar 2011 begannen, töteten nach Angaben der syrischen Regierung am 6. Juni „bewaffnete Banden“ 120 Armeeangehörige. Oppositionelle vermuteten dagegen eine Meuterei, bei der die Soldaten aus den eigenen Reihen erschossen wurden. Die meisten Einwohner verließen die von Panzern umstellte Stadt, viele flohen über die türkische Grenze. Am 10. Juni begann die syrische Armee in Dschisr asch-Schughur eine Militäraktion, an der laut Regierungsangaben 30.000 Soldaten beteiligt sein sollen. Berichten zufolge hatten zu dem Zeitpunkt fast alle Einwohner die Stadt verlassen. Die Vierte Division, die die Aktion durchführte, wurde von Mahir al-Assad befehligt.
Am 25. April 2015 wurde die Stadt von den Rebellen der islamistischen Allianz Dschaisch al-Fatah mit Hilfe der Freien Syrische Armee eingenommen.

## Wirtschaft
Die Funktion als Handelsort wird durch die geografisch günstige Lage im nord-südlich verlaufenden syrischen Grabenbruch und den Richtung Westen niedrigen Passübergang zum Mittelmeer ermöglicht.
Dschisr asch-Schughur ist ein traditionelles Olivenanbaugebiet. Im sehr fruchtbaren Orontes-Tal nach Norden bis zum Ort Darkusch werden weniger Oliven, dafür Granatäpfel, Tabak und Feigen angebaut.